# Custo de oportunidade
Embora não seja clara a origem do termo, custo de oportunidade, é atribuído à Friedrich von Wieser durante um seminário realizado em 1876 que posteriormente foi desenvolvido no livro Über den Ursprung und die Hauptgesetze des Wirtschaftlichen Werthes em 1884 e posteriormente no livro Der natürlich Werth de 1889.
Usado em economia para indicar o custo de algo em termos de uma oportunidade renunciada, ou seja, o custo, até mesmo social, causado pela renúncia do ente econômico, bem como os benefícios que poderiam ser obtidos a partir desta oportunidade renunciado ou, ainda, a mais alta renda gerada em alguma aplicação alternativa. Sendo assim, o custo de oportunidade foi definido como uma expressão "da relação básica entre escassez e escolha".
Ou seja, os custos de oportunidade são os custos implícitos, relativos aos insumos que pertencem à empresa e que não envolvam desembolso. Esses custos são estimados a partir do que poderia ser ganho no melhor uso alternativo (por isso são também chamados custos alternativos ou custos implícitos). Os custos económicos incluem, para além do custo monetário explicito, os custos de oportunidade que ocorrem pelo facto dos recursos poderem ser usados de formas alternativas.
Em outras palavras, em nível pessoal, "o seu custo de oportunidade para alguma coisa é o valor de qualquer coisa que você tenha sacrificado para obtê-la." Portanto, o custo de oportunidade representa o valor associado à melhor alternativa não escolhida. Ao se tomar determinada escolha, deixa-se de lado as demais possibilidades, pois são excludentes, (escolher uma é recusar outras). 
À alternativa escolhida, associa-se como "custo de oportunidade" o maior benefício não obtido das possibilidades não escolhidas, isto é, "a escolha de determinada opção impede o usufruto dos benefícios que as outras opções poderiam proporcionar". O mais alto valor associado aos benefícios não escolhidos, pode ser entendido como um custo da opção escolhida, custo chamado "de oportunidade".

## Exemplo
Um exemplo da leitura econômica: imagine uma fábrica de móveis que produzia 20 cadeiras por mês num mercado que absorvia totalmente esta produção. Diante de uma oportunidade de negócios, essa fábrica resolveu iniciar uma produção de um novo produto: mesas. Porém, ao alocar recursos para tal, descobriu que terá de deixar de produzir 2 cadeiras para alimentar a demanda de 2 mesas. O custo de oportunidade está no valor perdido da venda das 2 cadeiras que deixaram de ser fabricadas.

## Resumo
O custo de oportunidade é o custo que vem da opção.
Se uma cidade decide construir um hospital num terreno vazio de propriedade estatal ou pública, o custo de oportunidade é representado pela renúncia a erguer outras construções naquele terreno e com o capital investido. Rejeita-se, por exemplo, a possibilidade de construir um centro desportivo, ou uma escola, ou uma biblioteca, ou ainda a venda do terreno para amortizar parte das dívidas da cidade, e assim por diante.
As punições previstas para as autoridades que desrespeitem a Lei autorizativa, no que se refere a aplicabilidade do custo de oportunidade, variam dependendo do país.

## Em relação a termos não-monetários
O custo de oportunidade não é definido só em termos monetários, mas, ao invés, pode ser definido em termos de qualquer coisa que pode ser valorada pela pessoa ou ente envolvido. Não se pode medir o valor da construção de uma estrada ou de um parque, um hospital ou uma esquadra de polícia. Ou até mesmo o custo de oportunidade de estar neste momento a escrever esta intervenção, ele será tão elevado quanto a importância da atividade alternativa. Esse custo varia entre diferentes pessoas e momentos, ou seja, o custo de algo é equivalente ao custo do que se renuncia para obtê-lo,assim definimos o Custo de Oportunidade como "o preço da renuncia de um bem de modo a se obter outro bem."

## Diferenças entre custo econômico e custo contábil
O custo econômico corresponde ao custo contábil ou contabilístico acrescido do custo de oportunidade.
Avaliar o custo de oportunidade é fundamental em qualquer operação econômica, ainda mais quando não estão explícitos valores financeiros (como os preços), o que pode levar a uma ilusão de que se obtiveram benefícios sem qualquer custo.

## Alguns tipos de custo de oportunidade
- Custo de oportunidade escondido é o verdadeiro e camuflado custo da operação. A consciência do conceito de custo de oportunidade leva à percepção do custo camuflado em cada decisão econômica.

Devido a esse facto, hoje em dia, as grandes obras públicas já têm embutido esse tipo de custo, pois, caso contrário, haveria abertura de brecha para incluir outros benefícios inerentes à obra.
- Custo de oportunidade aberto, tal como o escondido, não leva em consideração o conceito de camuflagem ou o embutimento de custos sob as diversas máscaras contábeis.

- Custo de oportunidade contábil é o planeamento do custo aberto ou camuflado na forma contábil (âmbito da Contabilidade Gerencial, segmento da Contabilidade de Custos).

- Custo de oportunidade ambiental, é o máximo valor que poderia ter sido obtido pelo usufruto de um recurso natural. Como por exemplo, o custo de oportunidade de não desmatar uma reserva de preservação ambiental para a agricultura seria o que se deixa de ganhar com a actividade renunciada.

### Bibliográficas
- SAMUELSON Paul A., NORDHAUS William D., Economia, 18ª Edição, McGraw-Hill, Madrid, 2005